# 格林内尔学院
格林内尔学院（Grinnell College）是位于美国艾奥瓦州的私立文理学院，成立于1846年。
此校以政治学和自然科学见长。格林内尔学院在2022年的美国世界与新闻报道年度全国文理学院排名中列为全美第13名，是美国当前最佳文理学院之一。
著名校友包括1949年毕业于该校、后成为英特尔创始人之一的罗伯特·诺伊斯，1989年诺贝尔化学奖得主托马斯·切赫，以及马里兰大学学院市分校新任校长（Wallace Loh）, 國民政府時期中國政治家吳國楨。

## 外部連結
- 學院官網 （页面存档备份，存于）